# Recensement de la vie marine

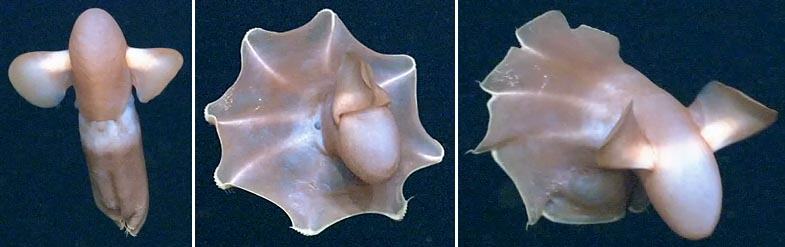
Cirroteuthis muelleri photographié durant une étude du Census of Marine Life

Le Recensement de la vie marine (Census of Marine Life ou CoML en anglais) est un vaste programme international de recherche en biologie marine. Démarrée officiellement le 23 octobre 2003 à Washington, cette étude, réalisée par 360 scientifiques du monde entier, a pour objectif de chercher, d'étudier et d'énumérer la biodiversité des fonds marins des mers et des océans du globe. 